# Kameleon (bier)
Kameleon is een Belgisch biologisch bier van hoge gisting.
Het bier wordt sinds 1996 gebrouwen in Brouwerij Den Hopperd te Westmeerbeek. Vanaf 1999 worden deze bieren enkel nog gebrouwen met ingrediënten van biologische teelt en zonder additieven. De naam kameleon verwijst naar het feit dat in een kleine brouwerij twee brouwsels nooit identiek zijn.

## Varianten
- Donker, roodbruin bier met een alcoholpercentage van 6%
- Amber, amber bier met een alcoholpercentage van 6,5%
- Ginseng, blond bier met een alcoholpercentage van 6,5%
- Tripel, goudblond bier met een alcoholpercentage van 8,5%

## Externe links

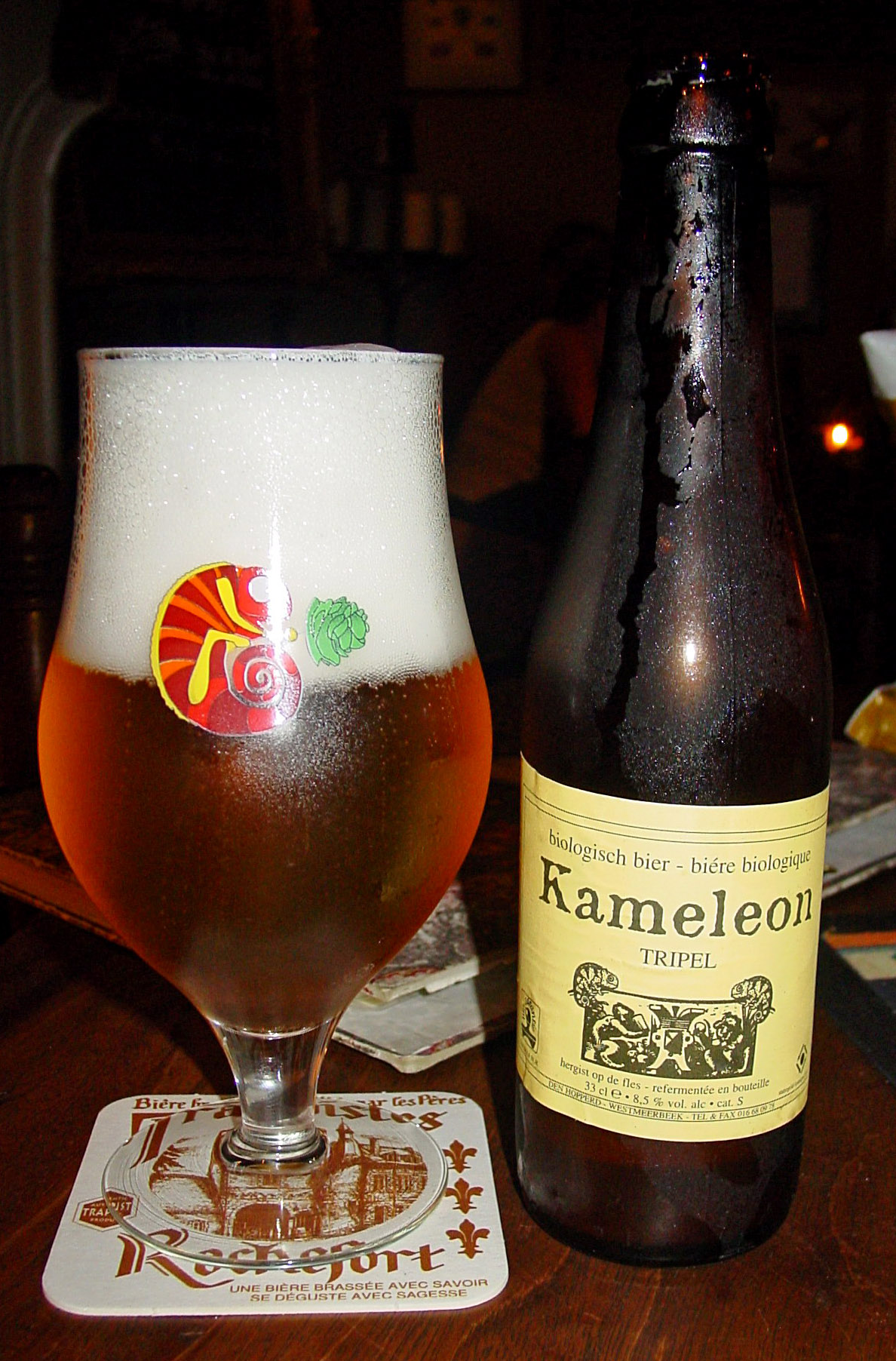
Oude etiket van Kameleon Tripel